# Taibon Agordino
Taibon Agordino (Taibón in ladino) è un comune italiano di 1 721 abitanti della provincia di Belluno in Veneto.

## Geografia fisica
Taibon Agordino è situato nel fondovalle delle Dolomiti Agordine ad un'altitudine di 628 m s.l.m. nel punto dove il torrente Tegnas confluisce nel torrente Cordevole.

### Orografia

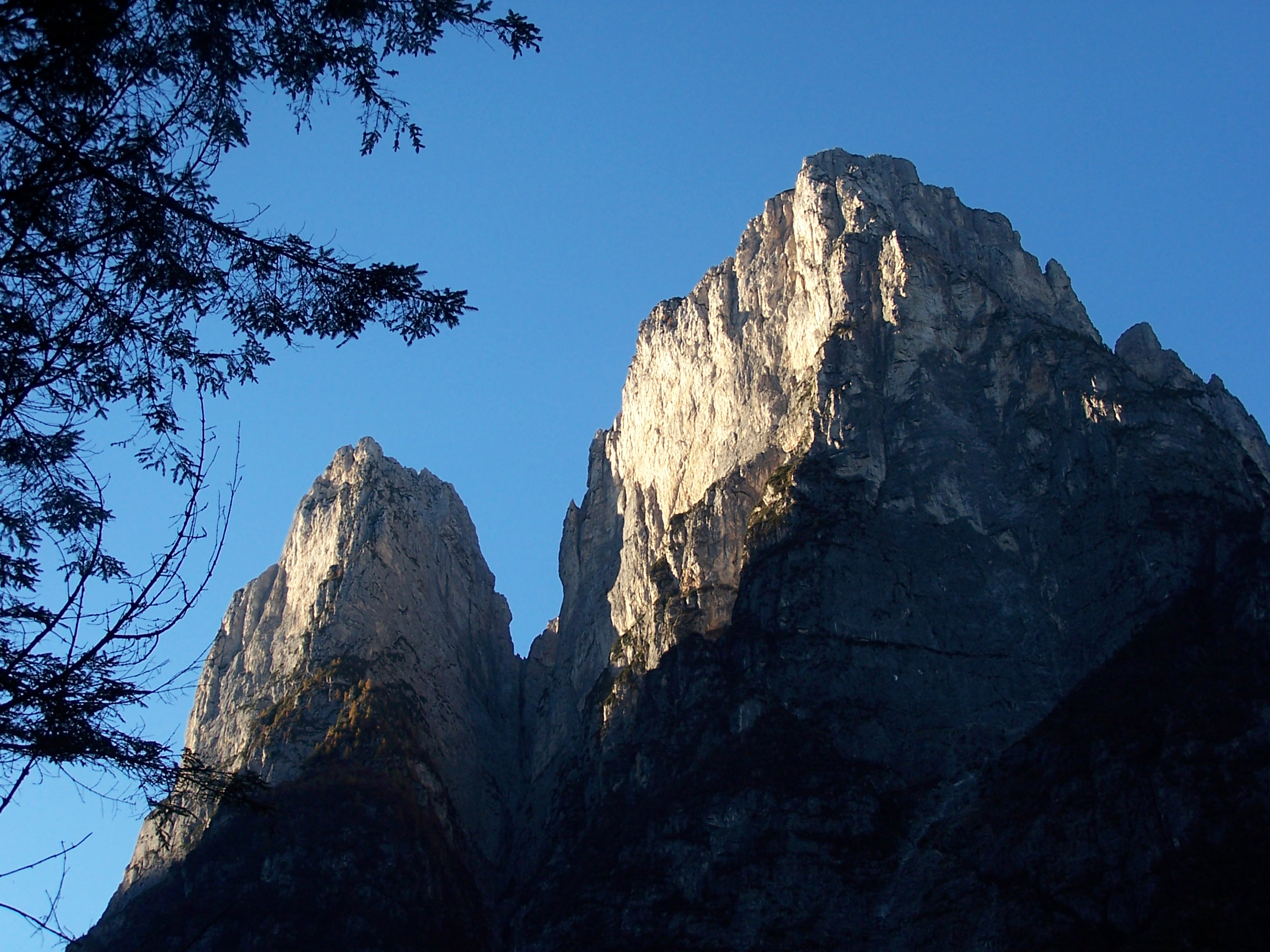
Le Pale di San Lucano

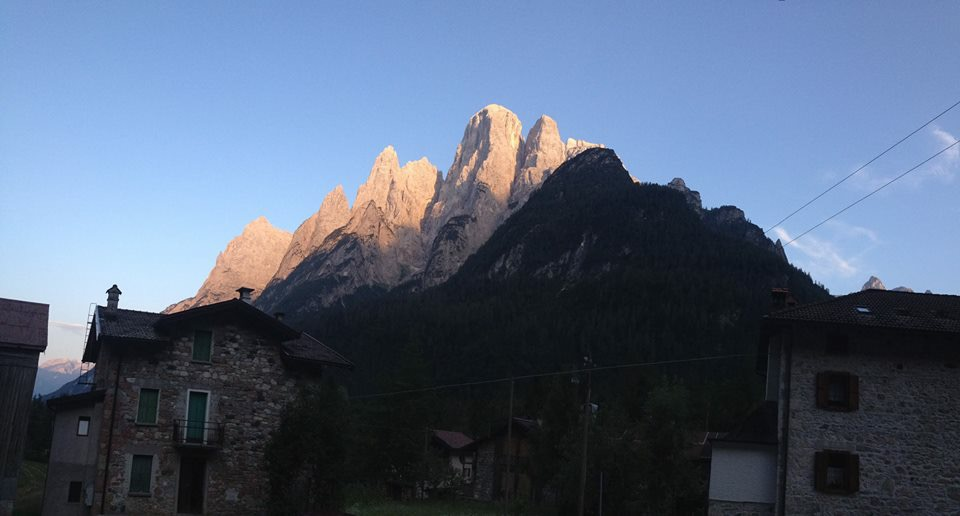
Il monte Agner da Col di Pra

L'abitato di Taibon Agordino è situato nella parte settentrionale della Conca Agordina tra i gruppi montuosi delle Pale di San Martino e del gruppo Civetta-Moiazza, entrambi siti UNESCO patrimonio dell'umanità. Sopra gli abitati di Col di Pra (843 m s.l.m.), Forno Val, Taibon e Peden si elevano le pareti a strapiombo delle Pale di San Lucano (2409 m s.l.m.) e del Monte Agner (2872 m s.l.m.) la cui Parete Nord supera i 1500 metri di verticalità raggiungendo il primato (conteso con la parete Nord dell'Eiger) di parete di roccia verticale più alta di tutte le Alpi.
Caratteristici di entrambi i gruppi sono i grandi "borai", enormi canaloni che tagliano a più riprese le pareti per tutta la loro altezza e ne isolano gli aguzzi "Spiz" (cime in Ladino), per i quali scendono tutti gli inverni imponenti valanghe che si accumulano in grossi nevai visibili ai piedi delle pareti rocciose fino ad estate inoltrata.
Minori sono invece il Monte Pelsa con la cima Pighera (1898 m s.l.m.) e il Monte Framont (2294 m s.l.m.), che arrivano a lambire l'abitato di Listolade (680 m s.l.m.). Parzialmente celate si ergono poi a nord-est sopra Listolade le cime del Monte Civetta (3220 m s.l.m.) e della Moiazza (2878 m s.l.m.). In quest'angolo sono famosissime e teatro di storiche imprese alpinistiche la Torre Venezia (mt. 2337), la Cima della Busazza (2994 m s.l.m.) e la Torre Trieste (2458 m s.l.m.).
A sud chiudono il panorama e fanno da cornice alla Conca Agordina la Catena del San Sebastiano, il monte Celo e i Monti del Sole, tutelati sia dal Parco Nazionale delle Dolomiti Bellunesi che dall'UNESCO.
All'altro estremo del comune in fondo alla Valle di San Lucano a quota 2392 sulle selvagge Pale dei Balconi si trova "El Cor" un arco di roccia che al suo interno disegna un perfetto cuore.

### Idrografia
Il comune di Taibon Agordino comprende sia la sinistra che la destra idrografica del torrente Cordevole, nella Conca Agordina. Il centro abitato si sviluppa alla confluenza del Tegnas con il torrente Cordevole; lungo il Tegnas si sviluppa la Valle di San Lucano che, presso l'abitato di Col di Pra a 7 km da Taibon, si dirama nella Valle di Angheraz, che procede verso Sud fino all'omonimo Circo Glaciale; verso Nord-Ovest invece si inerpica la Valle della Bordina che sale verso gli alpeggi, formando decine di cascate (famose mete di escursioni sono la Cascata dell'Inferno e le Cascate di Pont, sia d'estate che d'inverno quando sono completamente ghiacciate). Nella parte nord-est del comune, la Val Corpassa raccoglie le acque dei circhi glaciali e nivali del gruppo del Monte Civetta (Van de le Nevere, Van de le Sasse, Val dei Cantoni e Val Civetta) immettendosi nel Cordevole nei pressi di Listolade.

### Ghiacciai
Nel territorio comunale di Taibon Agordino sono ad oggi ancora presenti due corpi glaciali attivi.

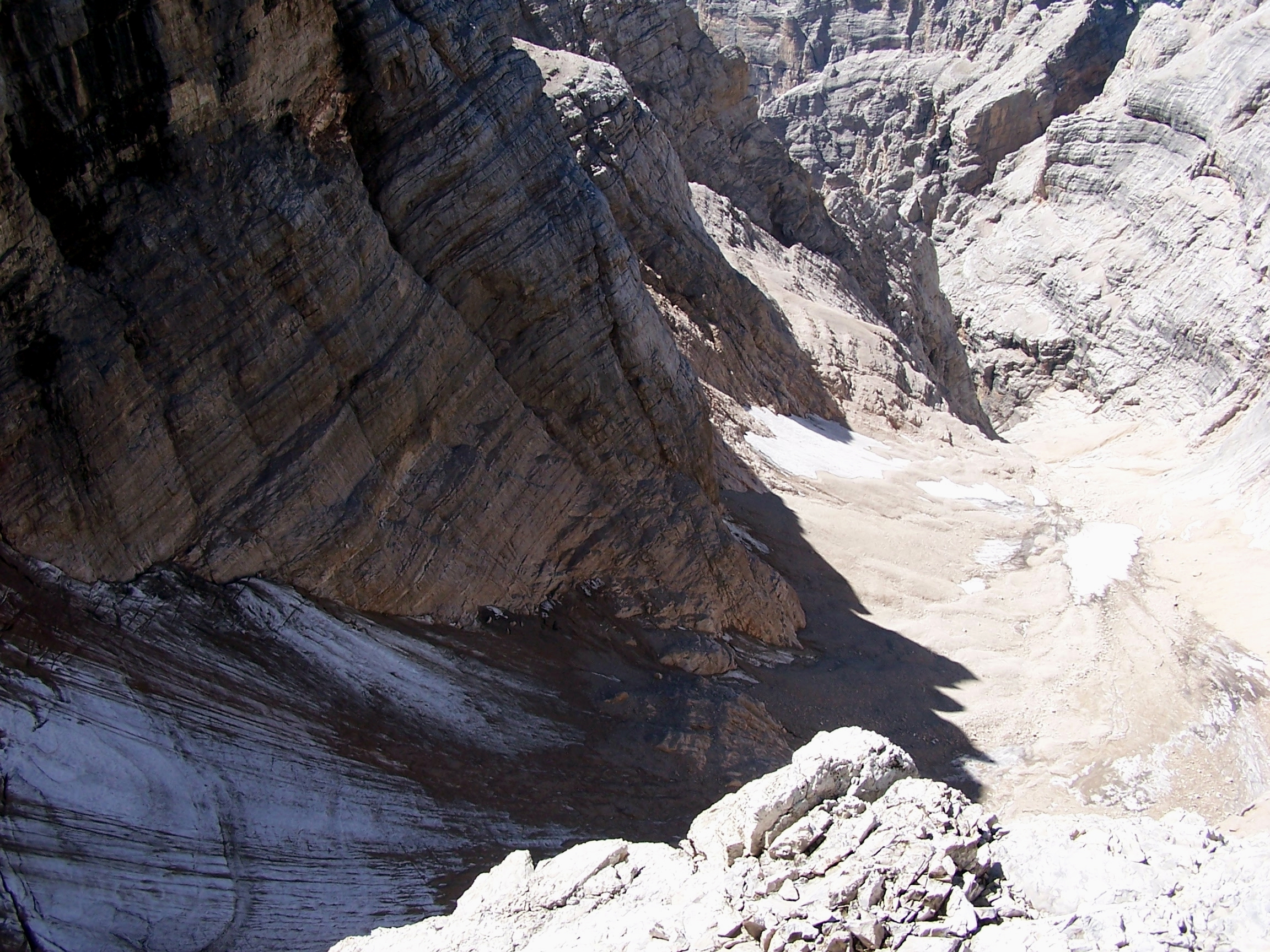
Ghiacciaio del Giazèr, Piccola civetta

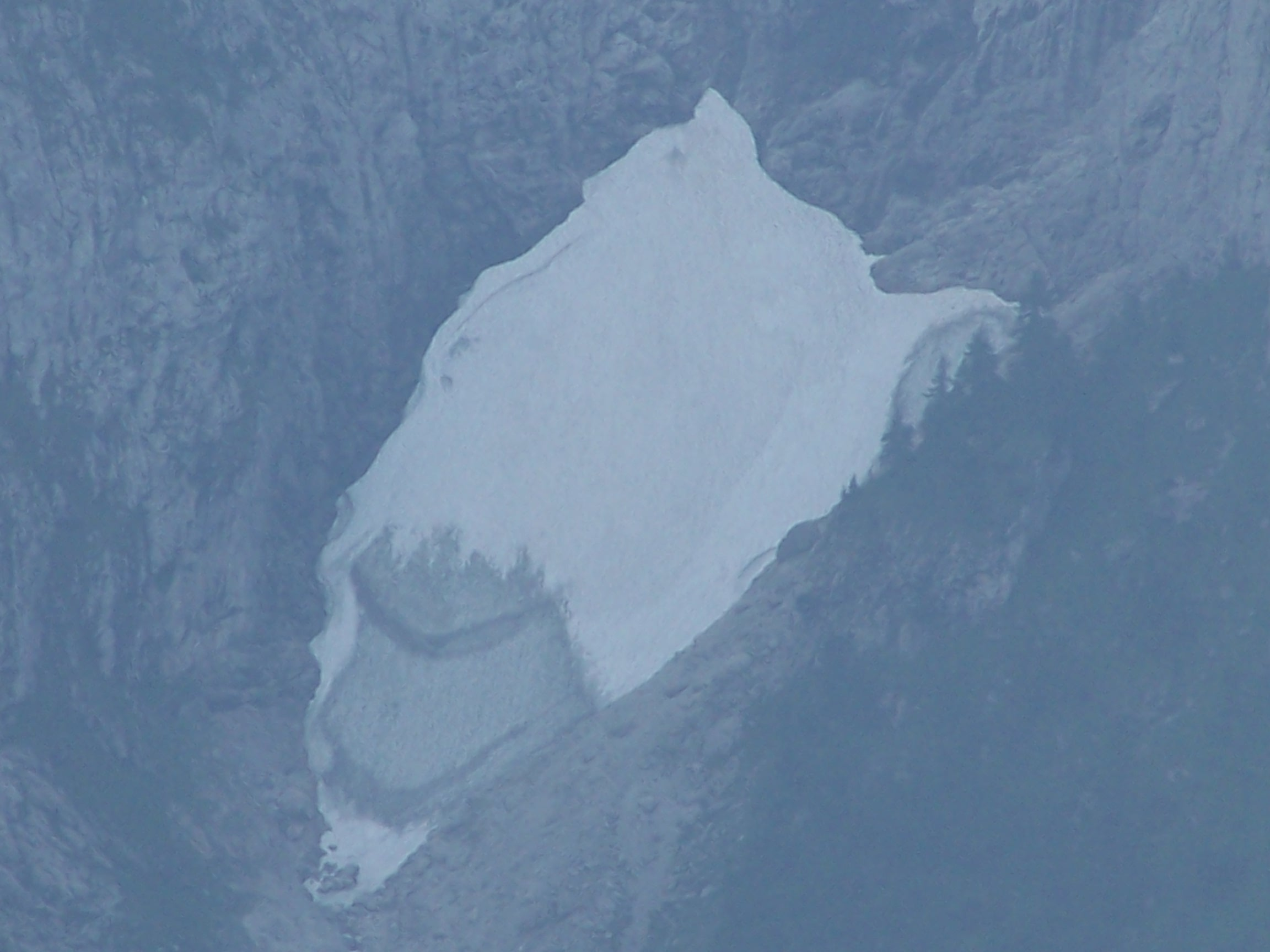
Ghiacciaio della Scudèla del Giazèr, Agner

Il più importante è il Ghiacciaio del Giazèr situato sul Monte Civetta, nell'Alta Val dei Cantoni sopra al rifugio Vazzoler, arrampicato sulla parete Sud-Ovest della cima della Piccola Civetta tra i 2700 e i 3000 metri di quota. Ritiratosi sensibilmente durante l'ultimo secolo ha perso i grandi seracchi terminali che fino agli anni '30 si staccavano da esso precipitando nella Val dei Cantoni. Durante i primi anni 2000 si è ridotto per circa i 2/3 della sua estensione allo stato di Rockglacier, ha perso i crepacci e rimane ora presente principalmente la parte alta di ghiacciaio verticale le cui particolari dinamiche di alimentazione dipendenti da cicli di gelo e disgelo, unitamente alla minore esposizione al sole ne consentono per il momento la sopravvivenza. Nell'ultimo ventennio la neve residua della stagione invernale è ritornata a coprire con regolarità la parte bassa di Rockglacier arrestando per il momento il processo di ritiro del ghiacciaio, anche se nel complesso l'area non è più da tempo favorevole all' accumulo di massa glaciale.
Meno importante e quasi sconosciuto è invece il Ghiacciaio della Scudèla del Giazèr situato in Valle di San Lucano a monte della Località Caval, nel profondo canalone valanghivo tra le cime dei Pizzetti d'Agner e lo Spiz d'Agner ad una quota di circa 1700 m.s.l.m. Abbondantemente sovralimentato dalle grandi valanghe che lo scavalcano percorrendo il Levinal da l'Acqua durante la stagione invernale e particolarmente protetto dalle pareti rocciose sovrastanti, non vede negli anni particolari cambiamenti di estensione.
In passato esistevano altri tre corpi glaciali, situati uno presso la cima del monte Agner, uno presso la cima dei Lastei d'Agner e il ghiacciaio del Marmor. Tutti si sono estinti completamente nella torrida estate del 2003 e ad oggi sono ricomparsi sotto forma di piccoli nevai.
Altri nevai o glacio nevati più o meno perenni si possono trovare in vari canaloni a partire già dagli 800 metri di quota. Si segnalano poi i relitti glaciali del Van de Le Nevere sulla Moiazza, del Van de le Sasse sul Civetta.
Il Ghiacciaio della Fradusta sull'altopiano delle Pale di San Martino, rivendicato durante i secoli scorsi dal Comune di Taibon che unitamente al Comune di Canale d'Agordo e al Regno d'Italia ne esercitavano attivamente la proprietà sia per scopi pascolativo-venatori che per scopi militari, rimase senza confini precisi a causa della sua vastità e inaccessibilità durante l'espansione dovuta alla Piccola era Glaciale, nonché alla mancanza di un preciso spartiacque. È passato invece ufficialmente e definitivamente al comune di Tonadico (poi confluito nel comune di Primiero e San Martino di Castrozza) con la definizione precisa dei confini avvenuta negli anni '60 che favorì Taibon sul versante della Val Canali acquisendo le depressioni di Fòc fino alla Cima di Manstorna ma perdendo la Busa di Manna e le depressioni limitrofe ormai lasciate libere da quasi un secolo dall'impressionante ritiro del ghiacciaio.
Il Ghiacciaio Tomè sullo sbocco della Ferrata Tissi sul Monte Civetta pur gravitando nello spartiacque di taibon appartiene invece al Comune di Val di Zoldo in quanto al tempo risultando ancora la zona remota, improduttiva e inaccessibile i confini vennero tracciati in linea retta tra due evidenti cime lasciando oltre la parte di montagna in questione.

### Clima
Classificazione climatica: Zona F, 3387 GG. Secondo la Classificazione dei climi di Köppen il clima di Taibon Agordino è un "Clima freddo delle medie Latitudini, umido, con estate calda (Dfb)". Le estati possono essere occasionalmente calde con la temperatura massima di 33 °C registrata nell'estate 2003; alcune estati però non vedono superare i 25 °C. Le temperature minime estive si aggirano tra i 5 e i 15 °C. Data l'esposizione del versante Sud Alpino e la presenza di grandi montagne, la convezione diurna estiva rende frequenti e tipici i temporali pomeridiani e serali.
Gli inverni sono rigidi; ciò è accentuato dalla poca esposizione al sole dovuta alle montagne circostanti e alla conformazione a conca della Vallata Agordina che favorisce il fenomeno dell'Inversione Termica. Il meteo invernale viene fortemente influenzato dai fenomeni opposti del Föhn (vento caldo di caduta) e dello Stau (o avvezione sciroccale) che caratterizzano la Catena Alpina. Gli apporti nevosi variano molto negli anni. Situazioni con persistenti ciclogenesi da sud portano ad inverni con sommatorie di neve fresca anche superiori ai 2 metri e grazie alle forti avvezioni sciroccali tipiche della zona ed al ristagno di aria fredda sul fondo della Conca, oltrepassano a spesso i 30–40 cm per episodio (più raramente arrivano a raggiungere il metro di spessore), ma spesso alla fase finale di tali eventi è associata la pioggia. La situazione opposta con correnti da Nord crea invece l'opposto fenomeno del Föhn, un vento caldo di caduta dallo spartiacque alpino che porta temperature relativamente calde per la stagione invernale e che, nel gennaio del 2016, hanno fatto registrare nella frazione di Col di Pra la temperatura record di +17 °C, anche se normalmente tali eventi portano temperature di appena +3-4 °C, spesso questo fenomeno è in grado di sciolgiere completamente nel giro di poche ore tutta la neve presente al suolo. Alcune annate con persistenti configurazioni bariche di questo tipo portano inverni con accumuli nevosi quasi nulli. Le temperature minime tipiche invernali si aggirano comunque attorno ai -10°C, toccando talvolta i -15°C.

## Origini del nome
Letteralmente "taglio buono" in Ladino, viene tradizionalmente associato al taglio delle spade prodotte nei forni fusori di Val. Alcuni storici locali lo farebbero però derivare dal latino "Tabullo", "pannello" (in riferimento al buon taglio delle assi di legno?). È poi interessante notare la diffusione di tale nome anche in altre aree dolomitiche, specialmente in forma di cognome: "Taibon" infatti è storicamente e attualmente diffuso in Val Gardena. Nei secoli passati il cognome della maggior parte delle famiglie dolomitiche era direttamente derivato dal nome dell'abitato di origine della famiglia stessa, per cui in questo caso tale coincidenza potrebbe mostrare o un'antica emigrazione o semplicemente l'antica comune origine Ladina dei due luoghi che fino al XVII secolo era ancora fortemente radicata anche nella Conca Agordina.
La maggior parte dei toponimi delle frazioni sono di classica origine Ladina: Le Coste "I crinali prativi", Campedel "Praticello curato", Soccol "Sotto alla grotta", Sot Vìla "Sotto all'abitato", Pèden "Vicino / ai piedi", Còl di Pra "Colle della località Pra", Plombianch "Primo Bianco", Comedon "Gomito", Ronch de Bos (fino all''800 Ronch de Ruaz "Appezzamento del torrentaccio").

## Storia
Le Dolomiti sono state colonizzate dall'uomo subito dopo il ritiro dei ghiacciai collegato alla fine dell'ultima era glaciale.
Il più antico sito archeologico della zona si trova a Pian della Lòra, in un'alta valle del Monte Civetta a poche decine di metri dal confine del Comune di Taibon: si tratta dei resti di un accampamento di cacciatori mesolitici databile tra il 7500 a.C. ed il 5500 a.C.
Verosimilmente (mancano ritrovamenti, ma le seguenti notizie sono dedotte dai siti nelle vallate circostanti) durante l'Età del Rame vi fu il primo debole sfruttamento minerario, seguito da un generale abbandono durante l'Età del Bronzo.
Successivamente durante l'Età del Ferro, l'Agordino si trovò tra le aree di influenza dei Reti a Nord-Ovest e dei Paleoveneti a Sud-Est, ma mancano ad oggi ritrovamenti di entrambi questi popoli.
Le prime tracce certe arrivano con i Romani: varie monete risalenti fino al V sec. a.C. e la strada ancora oggi visibile in alcuni punti a monte della S.R. 203 tra Agordo e Peron. Di questo periodo sono note da un lato l'inglobazione pacifica del Veneto nell'Impero Romano, dall'altro la conquista delle Alpi effettuata dall'Imperatore Augusto (15-16 a.C.) e la conseguente sottomissione e deportazione in massa del popolo dei Reti. Vista la mancanza di reperti archeologici classici, gli storici locali escludono una decisa romanizzazione della zona, ma è comunemente accettata la tesi dello sfruttamento minerario, nonché militare dal III-IV sec. d.C. della Valle del Cordevole.
Dal 378 d.C. l'effetto domino causato dallo spostamento degli Unni dall'Asia verso l'Europa fece riversare sull'Impero Romano i popoli che ne venivano travolti dando inizio a due secoli di catastrofici eventi che portarono nel 476 alla definitiva fine dell'Impero Romano d'Occidente, e entro il secolo successivo a portare definitivamente anche l'Agordino nell'età medioevale.
In questo contesto si inserisce la figura di san Lucano che sembra aver effettivamente svolto la sua attività di evangelizzazione dell'area Dolomitica tra il 424 quando già era Vescovo di Sabiona (Bressanone) e il 430-440 quando morì – per l'appunto in Valle di San Lucano a Taibon Agordino – dopo aver dedicato la sua vita alla cristianizzazione dei pagani sulle montagne dolomitiche.
Al sopraggiungere delle prime invasioni barbariche alcune popolazioni della Val Belluna di origine gallo-romana o meglio gallo-romanizzata, si rifugiarono nella parte bassa dell'Agordino. Anche se non esistono testimonianze scritte dell'accaduto, si può dedurre ancor oggi dalla toponomastica (in particolare dal caratteristico suffisso celtico -acum) che questa gente si stanziò attorno agli abitati allora esistenti, tutto attorno alla Conca Agordina: es. Morbiach, Lantrach, Cugnach, Noach, Mozzach, Oltach, e riguardanti Taibon: Brugnach e Serach. La toponomastica della Conca Agordina cela infatti un totale di 5 eventi di colonizzazione concentrica attorno agli abitati principali: un primo incerto verosimile Preromano probabilmente Retico nei luoghi più ospitali (Àgorth), un secondo e un terzo Romano (Paganin, Vich, Colvignas) e Celtico (Brugnach, Serach, Nusiach, Cugnach) verosimilmente consecutivi, un quarto Ladino appena decentrato (Col di Pra, Coi, Campedel, Soccol, Le Coste, Rif, Fòch, Ronch, Fadés) e un quinto tedesco più periferico che non ha però lasciato tracce dirette entro i confini di Taibon (Masoch, Sais, Mottes, Sep, Matten).
Alla progressiva caduta dell'Impero Romano seguono i cosiddetti Secoli Bui dei quali in Agordino non vi sono né scritti né ritrovamenti archeologici. Questo periodo iniziò con le invasioni degli Alemanni e dei Burgundi 536-537, la Guerra Gotica 535-553 con l'effimera vittoria Bizantina devastò l'intera penisola, impoverì la popolazione e distrusse quanto rimaneva dell'Impero Romano d'Occidente. Oltre alla guerra gli eserciti portarono inconsapevole al loro seguito la Peste di Giustiniano che esplose negli anni 541-542 uccidendo tra il 25% e 40% della popolazione.
L'invasione dei Longobardi nell'anno 568 sancì la definitiva fine dell'influenza Romana sull'Agordino.
La lunga serie di catastrofi culminò infine con l'epocale evento alluvionale della Rotta della Cucca il 17 ottobre dell'anno 589. La disastrosa alluvione fu l'evento meteo più estremo mai registrato in Nord Italia e causò un totale sconvolgimento idrografico modificando sostanzialmente l'intero panorama fluviale della Pianura Veneta. Distrusse la totalità delle (ex) vie di comunicazione romane ben documentato nella pianura veneta con estremi spostamenti degli alvei di tutti i fiumi, eventi questi che dovettero verosimilmente lasciare l'area Agordina pressoché isolata da istituzioni e commerci per un importante periodo di tempo, riuscendo a risollevarsi solamente 4 secoli più tardi. La mancanza di strade e ponti sia non rese di fatto possibili nuove invasioni e sia soprattutto bloccò sul posto i nuovi invasori Longobardi che si stanziarono e iniziarono lentamente a fondersi con le popolazioni locali legandoli definitivamente al territorio. Tale evento determinò inoltre la formazione della Laguna di Venezia dando il via alla lunga serie di eventi che determineranno la storia agordina futura quasi mille anni più tardi.
L'esercito longobardo governò le terre conquistate dividendosi in unità militari famigliari tra le quali venne diviso il controllo del territorio e creò e controllò il potere feudale nei secoli successivi. In Agordino la famiglia dei Da Voltago con l'omonimo castello fu senza dubbio la più influente, a fianco -anche se spesso contrapposta- ai Della Valle possessori del Castel Canaola a La Valle.
Seppur mancando fonti scritte del periodo, dati climatici rilevati un varie grotte alpine e datati precisamente nella grotta di Spannagel nelle Alpi della Zillertal in Austria rivelano due poderose anomalie climatiche negative negli inverni 762 e 764, conseguenti a violente eruzioni vulcaniche avvenute in Islanda in particolare da parte del vulcano Katla dal 751 al 753.
Nel 774 Carlo Magno conquista il Regno dei Longobardi che nell'800 diventa l'Impero Carolingio più tardi identificato con il nome di Sacro Romano Impero.
Dopo la deposizione di Carlo il Grosso nell'887 inizia il periodo dell'anarchia feudale che vede susseguirsi guerre senza sosta per la supremazia sull'impero.
Con la donazione di Berengario del Friuli (ultimo imperatore Carolingio) del 923, l'Agordino diventò ufficialmente proprietà del Vescovo di Belluno che ne assunse il titolo di Signore Feudale con diritti fiscali.
Nella riemersione da questo periodo buio alle porte dell'anno 1000, l'Agordino si presenta comandato da un'elite guerriera discendenza degli antichi invasori Longobardi che dopo secoli si era ormai fusa con la popolazione locale. Emergono in questo mondo le famiglie dei Da Voltago e dei Della Valle con i relativi castelli che parallelamente al vescovo reggono le sorti della valle del Cordevole. Dalla divisione della famiglia dei Da Voltago si diramano poi attorno all'anno 1000 le pertinenze dei castelli di Avoscan, della Murada e di Andràz che acquisirono velocemente una propria autonomia dividendo presto la valle del Cordevole nei comuni di Soprachiusa e Sottochiusa. La prevalenza nell'alto Agordino di toponimi Agricoli e Ladini come Falciade, Canale, Alleghe, Caprile, Col, Laste suggerisce una colonizzazione tardiva dell'area coincidente con questo periodo e concomitante alla quarta ondata concentrica di stanziamento nella conca agordina.
Si ricorda in questo momento una grande alluvione il 7 dicembre del 1011.
A rimarcare l'influenza Longobarda lo storico Tamis scrive: nel «1100 nell’Agordino gli abitanti vivevano e facevano contratti secondo le leggi e il costume longobardo, che essi chiamavano il usum nostrum agordinorum».
Gli scritti più antichi riguardanti direttamente l'Agordino risalgono al XII sec d.C. e il nome attuale di Taibon viene citato per la prima volta in documenti del 1143.
L'estremo isolamento dell'Agordino e la difficile orografia del territorio contrapposti al necessario ed inevitabile sfruttamento minerario limitarono il dominio feudale diretto sulla popolazione che si ritrovava sì formalmente sottomessa ma di fatto pressoché libera. Sorsero in questo periodo le istituzioni delle Regole: delle proprietà private collettive – esistenti ancora oggi sotto forma di usi civici – amministrate democraticamente dai capifamiglia che consentivano un utilizzo del territorio tale da consentire prevalentemente l'approvvigionamento di legna e fieno per la sopravvivenza della gente del posto. Così organizzate le genti di montagna riuscirono a rendere produttive a proprio vantaggio le aree più impervie e marginali esterne allo sfruttamento diretto delle casate nobiliari che traevano comunque convenienza dall'avere attorno abitati prosperi e manodopera abbondante in zone così isolate che altrimenti sarebbero rimaste improduttive. Quest'iniziale tolleranza portò alla nascita in un primo momento delle informali Regole che si trasformarono successivamente e progressivamente in quelli che oggi conosciamo come Diritti di Uso Civico.
Nel 1224 a seguito del rifiuto di pagare le tasse da parte delle più influenti famiglie agordine, venne inviato Gabriele III Da Camino che contrattò la partecipazione agordina e zoldana alle elezioni di consoli e pretori, e portò alla nascita della Magnifica Comunità di Agordo, retta dalle famiglie Guelfa dei Da Voltago e Ghibellina dei Della Valle che ne rappresentavano il Consiglio a regolare il quale veniva inviato da Belluno un giudice con il titolo di Capitano, dal quale derivò la denominazione Capitaniato di Agordo.
Taibon entrò quindi a far parte della Magnifica Comunità, compreso nel "Comune di Sottochiusa" (la "Chiusa", o Ciùsa, a nord di Listolade, divideva l'Agordino in due parti) ed era originariamente composto da quattro Regole - Taibon, Pèden, Listolàde e Val - i cui rappresentanti si ritrovavano a discutere sul "Còl de la Mòla".
Nel 1322 Cangrande I della Scala (Signore di Verona) con l'aiuto di Guadagnino d'Avoscano occupa tutti i castelli montani della vallata agordina, nominando Guadagnino ed i suoi discendenti Capitani perpetui dell'Agordino e dello zoldano con le giurisdizioni civili e militari. 
Nel 1347 anche l'Agordino fu investito dalla prima epidemia di peste nera che uccise mediamente un terzo della popolazione.
Nel 1350 terminò la signoria degli Avoscano e l'Agordino ritornò quindi assieme a Belluno sotto l'imperatore Carlo IV di Boemia, nel Sacro Romano Impero.
Nel 1360 Belluno e Feltre passarono a Luigi I d'Ungheria che le cedette a Francesco I da Carrara (Signore di Padova).
Nel 1404 Belluno si sottomise volontariamente alla Repubblica di Venezia ponendo così fine alla lunghissima fase di instabilità.
Nel 1424 vennero riformati i consigli tra cui anche quello della Magnifica Comunità di Agordo eliminando li dispute tra le fazioni Guelfe e Ghibelline.
La "Chiusa" fu teatro nel 1439 della forte resistenza che gli agordini opposero all'avanzata di Filippo Maria Visconti.
Nel 1508 durante le guerre tra Massimiliano I d'Asburgo e la Serenissima di Venezia l'Agordino fu totalmente devastato e quasi tutti i paesi furono bruciati.
Durante la ricostruzione l'influenza delle maestranze bavaresi impiegate nelle miniere, unite al peggioramento del clima dovuto alla Piccola Era Glaciale, comportarono un diffuso cambio nell'edilizia in tutto l'agordino. I fienili (talvà) sostituirono le antiche stalle di derivazione romana e le case assunsero il classico aspetto con il tetto a due falde. Le grandi nevicate del XVII secolo ed una lunga serie di inverni rigidi plasmarono le nuove costruzioni e l'agricoltura in stile alpino come è giunta fino a noi. Tra i pochi esempi di antiche costruzioni del periodo precedente ancora esistenti è possibile citare alcune parti del "Vaticano" a Forno Val e il grande edificio ad archi di Peden con parti riconducibili al XIII secolo.
Seppur quasi ovunque cancellata da incendi e ricostruzioni dell'ultimo secolo, la pianta originale dei grandi fienili in stile tedesco e ladino è ancora perfettamente visibile nella frazione di Peden con il grande fienile sulla piazza principale e le piccole abitazioni di origine seicentesca addossate alle grandi stalle in legno. A differenza di molti casi nei paesi circostanti, a Taibon a causa dei numerosi incendi non è giunto fino a noi nessuno dei grandi fienili originali di quel particolare periodo, ma solo ricostruziini successive. Rimane però ancor oggi anche nelle nuove costruziini la struttura dei tetti in legno a sue falde costruiti con travi orizzontali e correnti inclinati, contrapposta al contrario stile mediterraneo.
Sotto il potere della Serenissima vennero incrementati il commercio del legname attraverso la fluitazione dei tronchi (menàda) attraverso il Cordevole verso il Piave, la produzione di carbone in spiazzi chiamati "aiàl" e di utensili di ferro estratto nelle miniere dell'alta Valle di San Lucano. Fiorirono in questo periodo i Forni fusori nella frazione di Forno Val.
L'attività mineraria entrò in crisi a seguito della concorrenza delle nuove miniere americane, dell'indebolimento della Repubblica di Venezia e delle spostamento dei nuovi poli economici a seguito della Scoperta dell'America.
Le minere di ferro principali poste a Monte della strada di Pont sul Coston della Vena furono sepolte da un'enorme frana durante la grande alluvione del 1748, che assieme alla distruzione delle vie di comunicazione e delle attività industriali nate lungo i corsi d'acqua, ne decretò la definitiva chiusura parallelamente alle vicine miniere di Gares.
Nel 1816 l'anno senza estate causò una grande carestia. La scarsità dei raccolti e la soppressione degli animali domestici fece emigrare un gran numero di famiglie in particolare nella città di Venezia.
Nei decenni successivi ci fu un graduale passaggio dal prevalente allevamento ovi-caprino al nuovo prevalente allevamento bovino-suino. Il miglioramento tecnologico e la fine delle epidemie di Peste determinarono un significativo incremento della popolazione che causò a sua volta una grande emigrazione specialmente verso il Brasile, il Canada e le Americhe in generale.
Nel 1854 un incendio bruciò 60 case del paese, allora costruite prevalentemente in legno, mentre nel 1865 una frana caduta dal monte "Lastìa de Framónt" causò la morte di due persone. Nel 1908 una grossa frana cadde dalla cima "Lastìa de Gardés" distruggendo i due villaggi di Prà e Lagunàz, i cui abitanti costruirono successivamente Col di Pra e la nuova borgata di Villanova. Nel 1966 una disastrosa alluvione colpì il paese asportando abitazioni e coltivazioni.
Attualmente l'abitato di Taibon presenta 15 frazioni: Taier, Le Coste, Serach, Campedel, Soccol, San Cipriano, I coi, Peden, Villanova, Forno di Val, Col di Pra, Nogarola, Ronch de Buos, Listolade e Brugnach. Nel 2018 una di queste frazioni, Forno di Val, è stata interessata da un vastissimo incendio che da Cencenighe si è allargato fino a raggiungere i boschi sopra di essa, senza peraltro arrivare alle abitazioni.

### Simboli
Lo stemma e il gonfalone sono stati concessi con DPR del 4 ottobre 1986.
Sullo sfondo dorato dello stemma è si raffigura un pino silvestre, nodrito nella campagna di verde, accompagnato nel cantone destro del capo da una stella di azzurro di cinque raggi.
Il gonfalone è un drappo di azzurro.

## Monumenti e luoghi d'interesse

### Architetture religiose
A Taibon sono presenti cinque chiese: le due più antiche, risalenti al medioevo, sono quelle dedicate a san Lucano e ai santi Cornelio e Cipriano citata come prima volta nel 1185 in una bolla pontificia di papa Lucio III; la prima sorge sul luogo dove si racconta sia morto il Santo che nella valle aveva vissuto da eremita, mentre la seconda chiesa fu costruita sulla strada che da Agordo conduce a Cencenighe, la attuale Via Paris Bordone; quest'ultima conserva notevoli opere artistiche, fra le quali una Sacra conversazione e un'Ultima cena dipinte entrambe da Paris Bordone, allievo di Tiziano Vecellio. A Listolade esiste una chiesetta dedicata al Redentore risalente al XVII secolo, mentre nella borgata di Val il luogo di culto è dedicato alla Madonna di Caravaggio. 
La chiesa parrocchiale della Beata Vergine Addolorata, costruita tra il 1914 e il 1943, fu consacrata nel 1946. 
Fino al 1966 sul Còl de la Mòla si ergeva un'altra chiesetta dedicata a san Rocco, ma venne abbattuta in seguito all'alluvione: è oggi ricordata dalla presenza di una piccola cappella che ne riprende le forme. Nel villaggio di Prà esisteva un'altra cappella anche se non ancora consacrata, rimasta sepolta dalla frana del 1908. In tutto il territorio di Taibon sono inoltre presenti innumerevoli capitelli (atriói), crocifissi ed antichi affreschi sacri sulle abitazioni storiche.

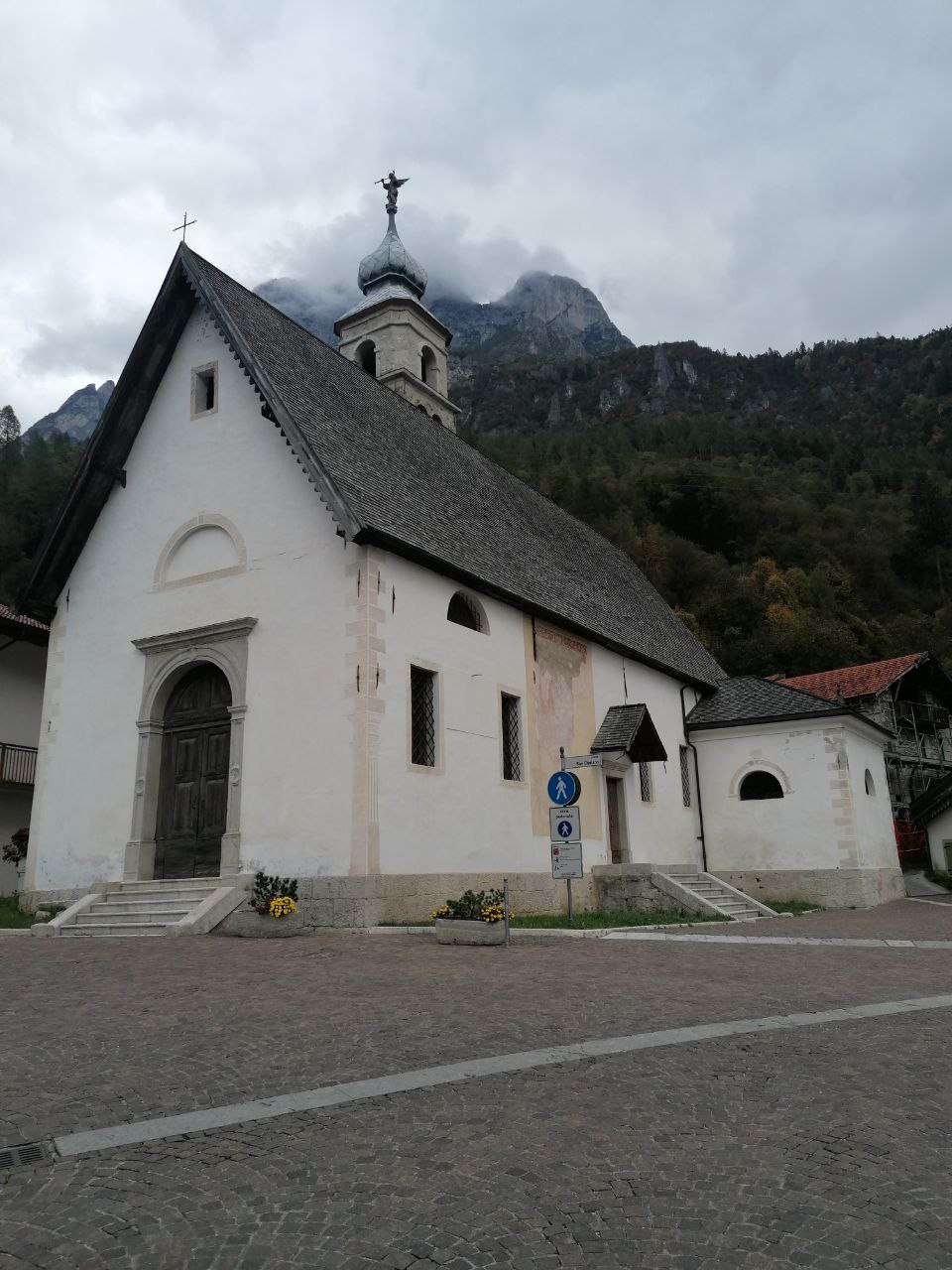
La vecchia chiesa parrocchiale di San Cipriano
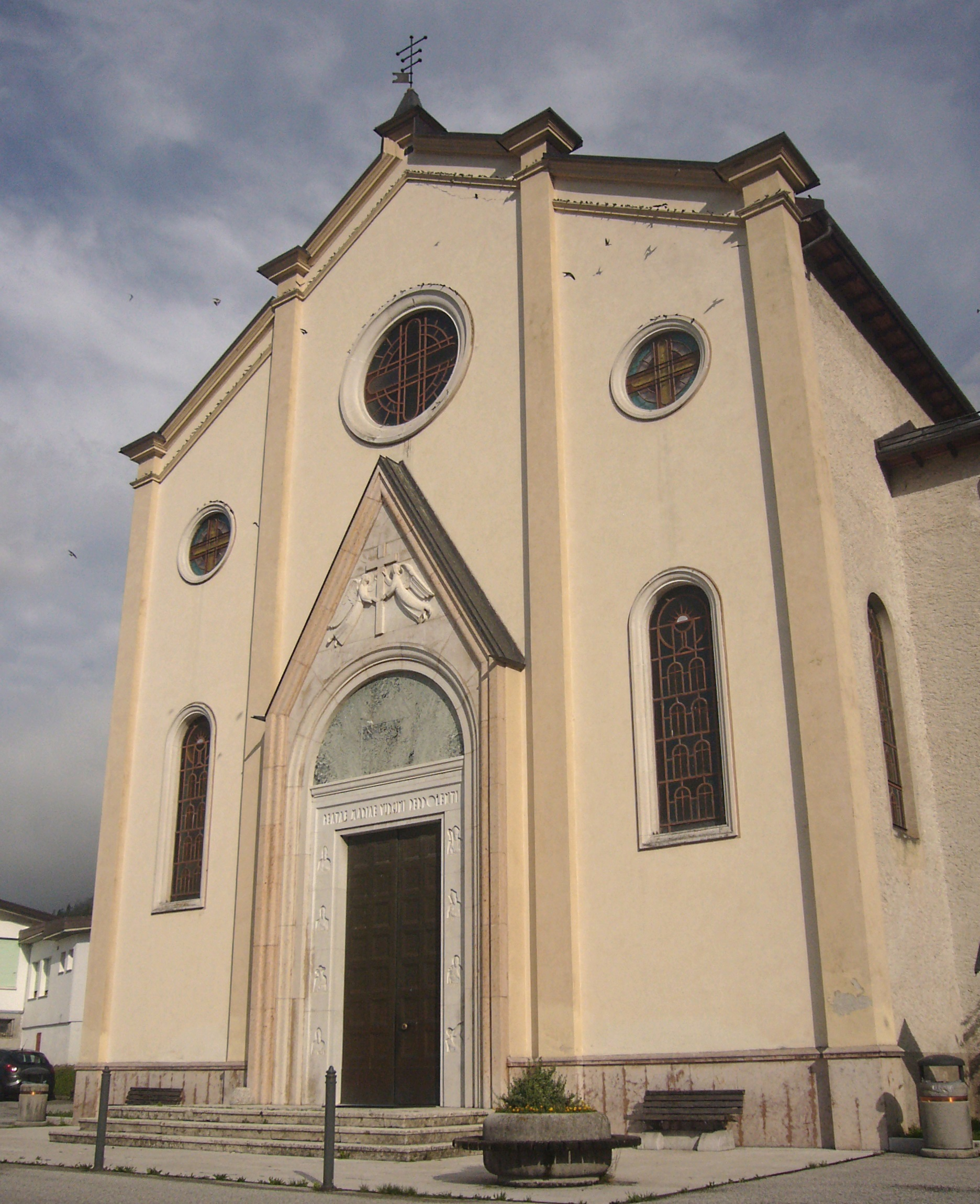
La nuova chiesa parrocchiale
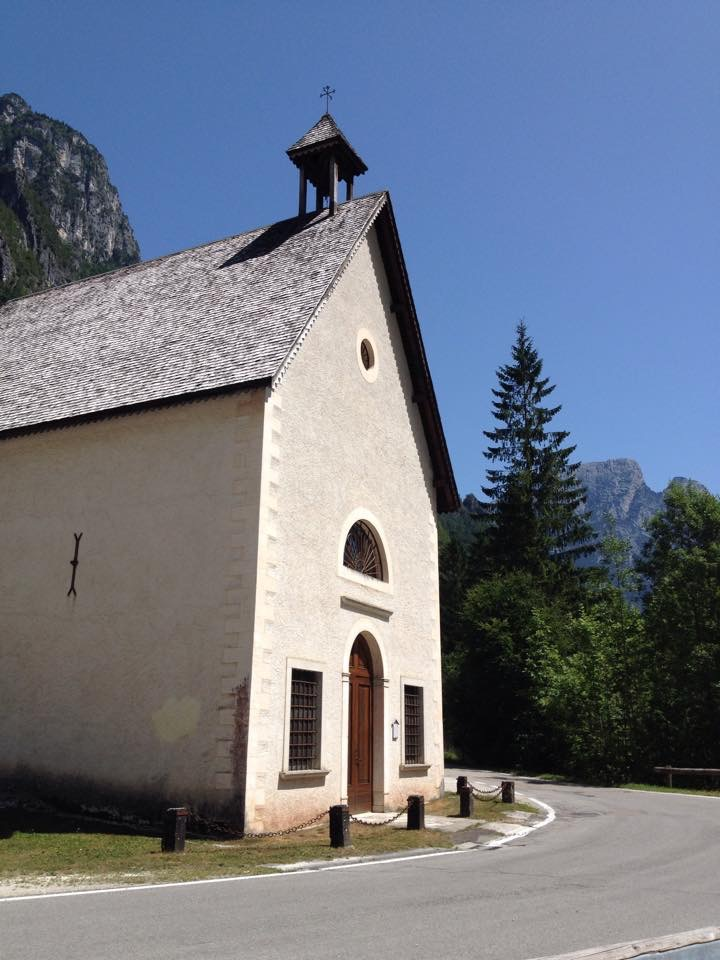
Chiesa di San Lucano
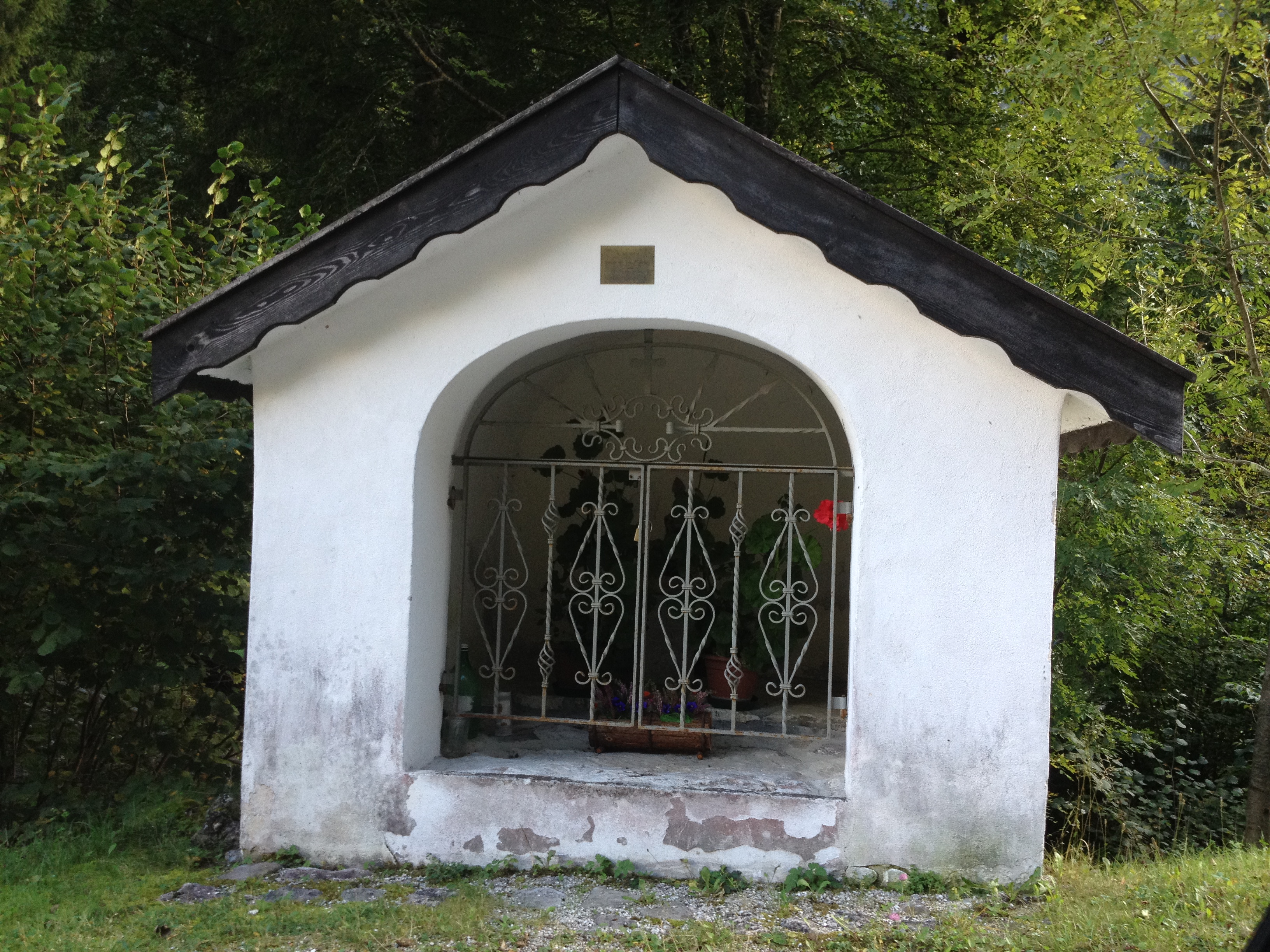
Capitello di San Lucano

### Aree naturali
Tutte le montagne che circondano Taibon sono tutelate dall'UNESCO. Particolarmente interessanti, oltre ovviamente all'intera Valle di San Lucano, sono il Lago delle Peschiere, la Cascata dell'Inferno e le Cascate di Pont. Altra zona degna di nota è la Foresta Demaniale di Malgonera.

## Alpinismo

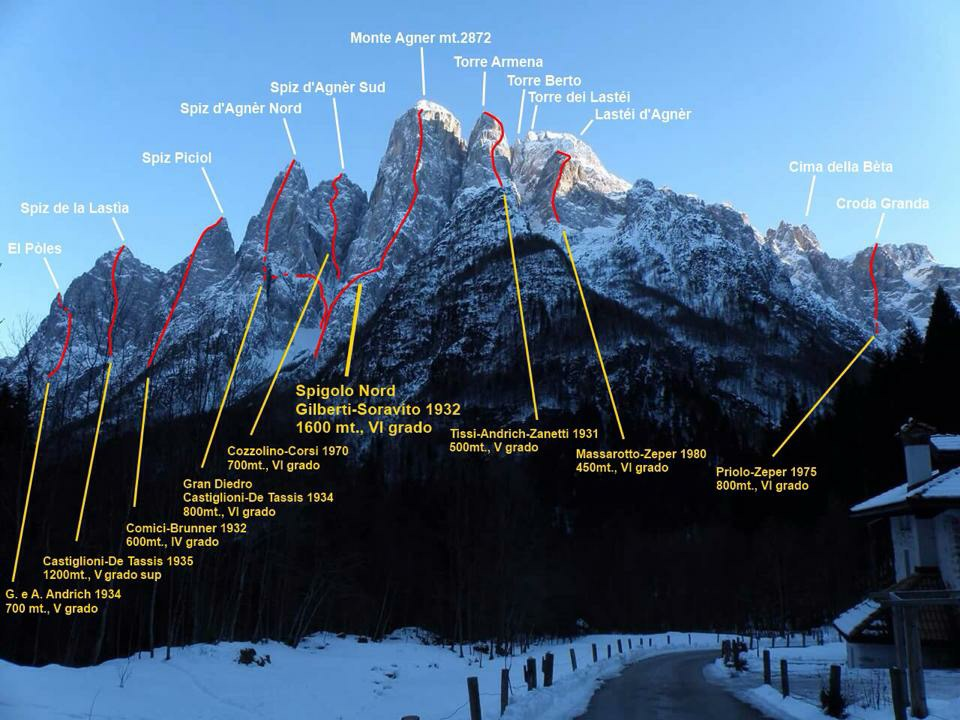
Vie alpinistiche storiche sulla Parete Nord dell'Agner

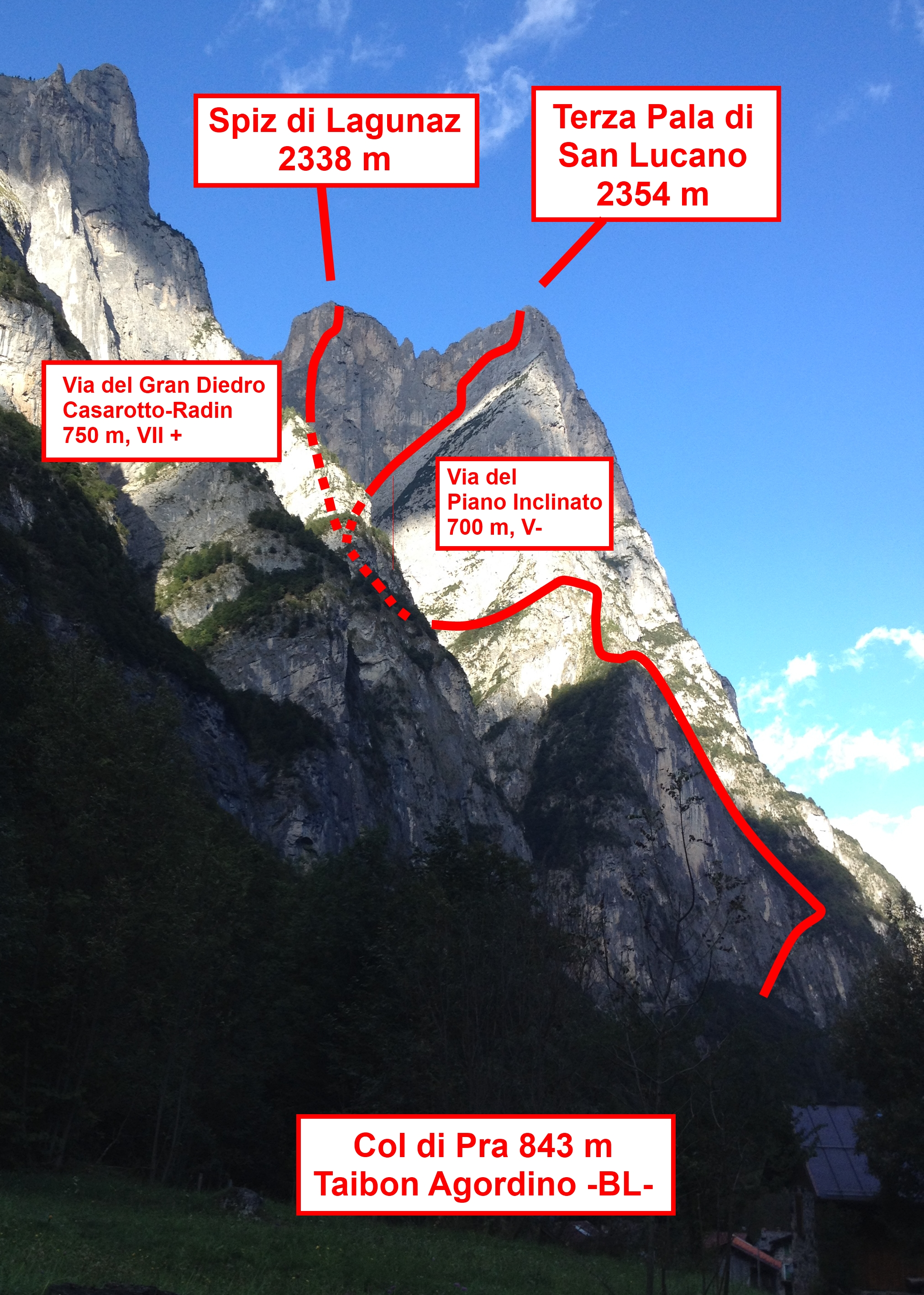
Diedro Casarotto-Radin e Piano Inclinato sulla Terza Pala di San Lucano

Taibon Agordino è l'unico Comune ad essere interessato dai tracciati delle due più celebri Alte Vie delle Dolomiti: l'Alta via n. 1 e l'Alta via n. 2, due famosi percorsi escursionistici a tappe che si svolgono interamente in quota collegando rispettivamente il Lago di Braies con Belluno e Bressanone con Feltre.
Nel Comune vi sono principalmente tre grandi e distinte zone dove praticare l'arrampicata: l'area del gruppo Civetta-Moiazza a cui si accede da Listolade attraverso la Val Corpassa, la Parete Nord dell'Agner e le pareti meridionali delle Pale di San Lucano.
Notevole è la storia alpinistica del Comune di Taibon Agordino; le prime ascensioni importanti furono effettuate già tra la fine dell''800 e l'inizio del '900. Ricordiamo sul Monte Civetta, tra le innumerevoli altre, l'apertura della Via Normale della Torre Venezia di V grado già nel 1909, la Cima della Busazza nel 1929, scalatori come Cozzi, Zanutti, Tomè, Dimai, Siorpaes, Comici, Tissi, Andrich ottennero notevole fama su queste cime. Tra gli altri Anghileri, Reinhold Messner, Heini Holzer dominarono le cronache degli anni '70. Con l'evoluzione dell'arrampicata negli anni '80 spiccarono Soro Dorotei, Gigi Dal Pozzo, Renato Panciera. Gli anni '90 e 2000 videro inoltre protagonisti Christoph Hainz e Manrico Dell'Agnola.
Non da meno furono le pareti dell'Agner, delle Pale di San Lucano e della Moiazza. Già nel 1921 Arturo Andreoletti, Renato Zanutti e Francesco Jori tracciarono la prima via sulla Parete Nord del Monte Agner; nel 1932 vennero saliti i formidabili 1600 metri di sviluppo dello Spigolo Nord dell'Agner. Dal 1967 fa la sua comparsa in Valle di San Lucano un giovane Reinhold Messner che, assieme al fratello Günther, Heini Holzer e Sepp Mayerl occupa a più riprese le prime pagine dei giornali locali e delle riviste alpinistiche. Nel 1975 spicca l'apertura del famosissimo Diedro Casarotto-Radin sullo Spiz di Lagunaz sulla Terza Pala di San Lucano; resterà poi nel cuore dei taibonèr il ricordo di Ilio De Biasio di Cencenighe, scomparso nel 2014, che assieme al fratello Ettore, e contemporaneamente a Eugenio Bien, Roberto e Luciano Lagunaz compirono una formidabile e sistematica esplorazione di tutto il Gruppo. Negli ultimi anni vediamo sopra tutti Pietro Dal Pra, che compie un'impresa sulla Lastìa di Gardes con la via Gracias a La Vida con difficoltà fino all'8a+.
Ad oggi le vie alpinistiche più ripetute sono lo Spigolo Gilberti Soravito e la via Jori sulla Parete Nord dell'Agner; la Via del Piano Inclinato, il Diedro Casarotto-Radin, lo Spigolo Tissi-Andrich e la Normale del Campanile della Besausega sulle Pale di San Lucano; la Via Normale, la Via Tissi e la Via Andrich sulla Torre Venezia in Civetta; e la Via Tissi, la Via Cassin e la Via Carlesso sulla Torre Trieste sempre in Civetta.
A queste si aggiungono per l'arrampicata sportiva moderna la grande falesia di Mezzo Canale, la palestra di roccia "El Forte" presso i Coi di Peden, l'area boulder del Sas del Mut e limitrofe in Valle di San Lucano, e la nuova palestra indoor dell'associazione La Rivolta aperta per gli associati durante la stagione invernale.

## Società

### Evoluzione demografica
Abitanti censiti

### Lingue e dialetti
A Taibon al giorno d'oggi si parla comunemente un dialetto di origine ladina che però con il passare delle generazioni va mescolandosi sempre più al veneto bellunese, specialmente nella grammatica. In particolare il dialetto del paese si riconosce da quello dei comuni circostanti (specialmente da quello di Agordo, che presenta un maggiore influsso veneto) per la presenza del gruppo -èi in quei contesti verbali dove nei dialetti del basso Agordino si trova -ò o -è:
| Italiano  | Ladino-Veneto del basso Agordino | Ladino-Veneto di Taibon |
| --------- | -------------------------------- | ----------------------- |
| Io so     | Mi so / Mi sè                    | Mi sèi                  |
| Io ho     | Mi ò / Mi è                      | Mi èi                   |
| Io cenerò | Mi disnarò / Mi disnarè          | Mi disnarèi             |

Particolare di Taibon è anche l'uso del gruppo gó- nei contesti dove in italiano si hanno i gruppi (v)uò- o vò- all'inizio di parola, mentre nel basso Agordino si trova sempre (v)ó- :
| Italiano | Ladino-Veneto del basso Agordino | Ladino-Veneto di Taibon |
| -------- | -------------------------------- | ----------------------- |
| Uovo     | vóf / óf                         | góf                     |
| Vuoto    | vódo / vóit                      | góit                    |
| Voglia   | vóia / óia                       | góia                    |

Taibon, data la sua vicinanza con l'Agordino centrale (confina con Cencenighe Agordino a Nord), nel passato ne condivideva numerosi termini, come "palòta da la farina" ("paletta per la farina", usato specialmente nella parte alta dell'Agordino) al posto di "sésola", "kižòla" al posto di "pùča" ("pane di segale"), o "spànda" invece di "spàna" ("spanna", misura di lunghezza); attualmente invece grazie al maggior movimento di persone e di usanze, queste differenze sono meno sentite, ma comunque non scomparse. Da segnalare anche varie parole derivanti dal tedesco, probabile eredità dell'antica immigrazione di minatori bavaresi (detti "canòp" dal tedesco "knappen"= minatore) avvenuta in zona a partire dal XIV sec:
| Italiano  | Tedesco  | Ladino-Veneto di Taibon |
| --------- | -------- | ----------------------- |
| Zaino     | Rucksack | Rusàk                   |
| Panna     | Rahm     | Bràma                   |
| Appuntito | Spitz    | Spiz                    |
| Resina    | Hartz    | Argà                    |

## Economia
Gli abitanti di Taibon Agordino, storicamente votati ad agricoltura, allevamento, estrazione mineraria e turismo, hanno saputo convertirsi nei decenni scorsi all'industria e all'artigianato.

### Occhialeria
Seppur in crisi risulta ancora diffusa la piccola e media occhialeria dalla quale emergono varie eccellenze sparse in tutto il territorio comunale. La maggior parte della popolazione lavora comunque nella vicina Luxottica di Agordo.

### Turismo
Il turismo ha visto nei decenni una forte diminuzione del numero di occupati; fino agli anni '60 - '70 ad integrazione del reddito familiare era molto diffuso l'affitto delle abitazioni ad uso vacanze, ma questa pratica è ormai scomparsa. Ad oggi sono presenti alcuni ristoranti e due agriturismi tipici della zona. Da segnalare poi lo storico Rifugio Vazzoler e il Rifugio Capanna Trieste. Da questi ultimi si può inoltre accedere, oltre il territorio comunale di Taibon, al famoso Rifugio Tissi nel Comune di Alleghe, o al più impegnativo Rifugio Maria Vittoria Torrani in Comune di Val di Zoldo, tramite la difficile Via Ferrata Tissi.

### Agricoltura
A Taibon è attiva la Latteria Sociale Turnaria di Peden, tra gli ultimi esempi del suo genere; ancora perfettamente funzionante, raccoglie e lavora il latte di alcune decine di soci provenienti da Taibon e in parte da Agordo. Tali soci si succedono ancora oggi nella secolare pratica del "Ròdol", l'aiuto al Casaro dato secondo turni prestabiliti. 
Risulta ancora attiva la Latteria di Soccol di cui è però rimasto un unico conferente.
Storiche famiglie si dedicano inoltre all'allevamento e alla monticazione estiva di varie malghe della zona che vanno via via convertendosi in fiorenti agriturismi.

## Amministrazione

### Altre informazioni amministrative
La denominazione del comune fino al 1964 era Taibon.